# Brentford Community Stadium
Il Brentford Community Stadium, noto come Gtech Community Stadium per motivi di sponsorizzazione, è uno stadio britannico situato nella città di Londra.

## Storia
Il nuovo stadio è stato inaugurato a settembre 2020 e ha sostituito lo storico Griffin Park, dove il Brentford FC giocava dal 1904. Le prime ipotesi di un nuovo stadio si erano palesate già negli anni '70, ma il progetto attuale è stato inizialmente presentato nel 2013 e definito nel 2017, con l'inizio dei lavori e l'introduzione di una variante di sviluppo edilizio residenziale connesso al nuovo stadio.
Lo stadio ha ottenuto il visto di conformità per ospitare partite della Champions League, della Premier League, nonché per ospitare partite di rugby a 15. Nel 2022 ha ospitato il Campionato europeo femminile di calcio.
Lo stadio ospita le partite casalinghe di calcio del Brentford impegnato in Premier League e  sono al 2023 quelle della scomparsa squadra di rugby dei London Irish che giocava in Premiership.